# Octomeria octomeriantha
Octomeria octomeriantha é uma pequena espécie de orquídea (Orchidaceae) originária do Brasil.